# 다카라즈카 가극단에서 무대화된 작품 목록
다카라즈카 가극단에서 무대화된 작품에는 다카라즈카 가극단에 의해 제작된 작품 외에도 고전 문학부터 현대 영화까지 다양한 원작부터 각색된 작품들이 존재한다. 본 항목에서는 다카라즈카 가극단의 비오리지널 작품과 그 상세 내용에 대해 기술한다. 다카라즈카 오리지널 작품에 대해서는 분류:다카라즈카 가극단 작품, 본 기사 정보원에 대해서는 외부 링크 참조. 일본어 아이우에오 순임과, 옆의 숫자는 원어 위키의 순서임. 나중에 지울 예정.

## 아나스타시아 15
원작 : 같은 이름의 애니메이션 영화에 영감을 얻어 제작된 뮤지컬 『아나스타시아』
- 윤색ㆍ연출 : 이나바 다이치
- 소라구미가 다카라즈카 대극장 (2020년 11월 7일 ~ 12월 14일), 도쿄 다카라즈카 극장 (2021년 1월 8일 ~ 2월 21일)에서 초연.

드미트리 : 마카제 스즈호 / 아냐 (아나스타시아) : 호시카제 마도카 / 그레브 바가노프 : 세리카 토아 / 브라도 포포프 : 사쿠라기 미나토
※당초 2020년 6월 5일 ~ 7월 13일 다카라즈카 대극장에서, 같은 해 7월 31일 ~ 8월 30일자로 도쿄 다카라즈카 대극장에서 상연할 계획이었으나, 코로나바이러스 영향으로 인해, 공연 일정을 변경하고 상연.

## 사랑은 비를 타고 16
상세한 것은 「사랑은 비를 타고#일본에서의 무대화」를 참고
- 원어 이름 : 雨に唄えば
- 연출 : 나카무라 카즈노리
- 호시구미가 일생극장 (2003년 5월 6일 ~ 27일)에서 초연.
- 소라구미가 우메다예술극장 메인홀 (2008년 7월 5일 ~ 21일)에서 재연.
- 츠키구미가 TBS아카사카ACT시어터 (2018년 6월 16일 ~ 7월 4일)에서 삼연.

|               | 2003년 호시구미 | 2008년 소라구미                                  | 2018년 츠키구미 |
| ------------- | --------------- | ------------------------------------------------ | --------------- |
| 돈 록우드     | 아란 케이       | 야마토 유우가                                    | 타마키 료       |
| 캐시 셀던     | 히즈키 하나     | 하나카게 아리스 (히즈키 하나의 휴연에 따른 대역) | 미소노 사쿠라   |
| 코즈모 브라운 | 야마토 유우가   | 란쥬 토무                                        | 미야 루리카     |
| 리나 라몬트   | 마토부 세이     | 호쿠쇼 카이리                                    | 키즈키 유우마   |

## 가면의 로마네스크 59
상세한 것은 「가면의 로마네스크」를 참고
원작 : 라클로의 소설 『위험한 관계』
- 원어 이름 : 仮面のロマネスク
- 각본ㆍ연출 : 시바타 유키히로
  - 유키구미가 다카라즈카 대극장 (1997년 3월 28일 ~ 5월 5일), 도쿄 다카라즈카 극장 (같은 해 7월 4일 ~ 30일)에서 초연. 그랜드 레뷰 『골든 데이즈』와 동시공연
  - 유키구미 톱스타 타카네 후부키 퇴단 공연.
- 각본 : 시바타 유키히로, 연출 : 우에다 케이코
  - 소라구미가 중일 극장 (2012년 2월 1일 ~ 24일)에서 재연. 패너틱 쇼 『Apasionado!!Ⅱ』와 동시공연
- 각본 : 시바타 유키히로, 연출 : 나카무라 사토루
  - 하나구미가 전국투어 공연 (2016년 9월 2일 ~ 22일)으로 삼연. 그랜드 레뷰 『Melodia -뜨겁고 아름다운 선율-』과 동시공연
  - 하나구미가 전국투어 공연 (2017년 3월 18일 ~ 4월 9일)로 사연. 스파클링 쇼 『EXCITER!! 2017』

|                                  | 1997년 유키   | 2012년 소라 중일극장 | 2016년 하나 전국투어 | 2017년 하나 전국투어 |
| -------------------------------- | ------------- | -------------------- | -------------------- | -------------------- |
| 발몽 자작 (장 피엘)              | 타카네 후부키 | 오오조라 유우히      | 아스미 리오          | 아스미 리오          |
| 메르투이유 후작부인 (프랑스와즈) | 하나후사 마리 | 노노 스미카          | 카노 마리아          | 센나 아야세          |
| 단스니 남작 (프레데릭)           | 토도로키 유우 | 호쿠쇼 카이리        | 세리카 토아          | 유즈카 레이          |
| 툴베르 부인 (마리안느)           | 호시나 유리   | 후지사키 에리        | 센나 아야세          | 오우사키 아야카      |
| 세실                             | 키사키 미리   | 스미레노 레이        | 오토 쿠리스          | 시로키 미레이        |

## 우미인 74
상세한 것은 「우미인 (다카라즈카 가극단)」을 참고
- 원어 이름 : 虞美人

## 내 사랑은 산 저쪽에 219
상세한 것은 「내 사랑은 산 저쪽에」를 참고
원작 : 이토 케이이치의 소설 『낙일의 슬픈 노래』
- 원어 이름 : 我が愛は山の彼方に

## 젊은 날의 노래는 잊히지 않는다 220
상세한 것은 「젊은 날의 노래는 잊히지 않는다」를 참고
원작 : 후지사와 슈헤이의 소설 『세미시구레』
- 원어 이름 : 若き日の唄は忘れじ

## 잊은 눈 221
상세한 것은 「잊은 눈 (다카라즈카 가극)」를 참고
원작 : 신도 후유키의 소설 『잊은 눈』
- 원어 이름 : 忘れ雪
- 각본ㆍ연출 : 코다마 아키코
- 유키구미가 바우홀 (2009년 1월 8일 ~ 18일), 일본청년관 대홀 (같은 해 1월 23일 ~ 29일)에서 상연하였다.

사쿠라기 카즈키 : 오토즈키 케이 / 타치바나 미유키 : 마이하네 미미 / 나루미 마사아키 : 오우키 카나메

## ONCE UPON A TIME IN AMERICA 222
원작 : 1984년에 공개된 세르조 레오네 감독 작품 영화 『ONCE UPON A TIME IN AMERICA』
- 각본ㆍ연출 : 코이케 슈이치로
- 유키구미가 다카라즈카 대극장 (2020년 1월 1일 ~ 2월 3일), 도쿄 다카라즈카 극장 (같은 해 2월 21일 ~ 3월 22일)에서 상연하였다.

누들스 : 노조미 후토 / 데보라 : 마아야 키호 / 맥스 : 아야카제 사키나 / 지미 : 아야나기 쇼 / 캐롤 : 아사미 준
※코로나 바이러스 확산으로 인해, 2월 29일 ~ 3월 8일, 3월 12일 ~ 21일 공연이 중지되었다.